# Aphaenogaster osimensis
Aphaenogaster osimensis é uma espécie de inseto do gênero Aphaenogaster, pertencente à família Formicidae.